# زالاسنت‌گروت
زالاسنت‌گروت (به مجاری:  Zalaszentgrót) شهری در مجارستان است که در ناحیهٔ زالاسنت‌گروت واقع شده‌است. زالاسنتگروت ۸۱٫۶۲ کیلومتر مربع مساحت و ۷٬۸۷۵ نفر جمعیت دارد.

## خواهرخوانده
شهر گرمرسهایم خواهرخواندهٔ زالاسنتگروت هست.